# バルトホルト・ゲオルク・ニーブール

バルトホルト・ゲオルク・ニーブール

バルトホルト・ゲオルク・ニーブール（Barthold Georg Niebuhr, 1776年8月27日 - 1831年1月2日）はコペンハーゲン生まれのドイツの古代史を専門とする歴史家。近代歴史学の祖の一人とされる。
ローマ史の神話、伝承などの史料を徹底的に批判し、客観的に叙述した『ローマ史』を著した。彼の手法は近代歴史学を確立したランケにも多大な影響を与えたとされる。

## 生涯
バルトホルト・ゲオルク・ニーブールは、オリエント学者カールステン・ニーブールの息子で、キール大学で学んだあと学業を中断し、デンマークで国家公務員として働いた。1801年、彼はキール大学の教授に就任するよう招聘を受ける。彼がわずか25歳の若さであっただけでなく、彼は大学を卒業していなかったため、この招聘は極めて異例なことであった。1806年から1810年まで、ニーブールはベルリンでプロイセンの国の職務に就いたが、1810年からは、新しく開校したベルリンのフンボルト大学で歴史学の講義を担当した。また、1816年から1823年にかけてはローマ教皇庁でプロイセンの大使を務め、1825年からはボン大学の教授の職に就いていた。
ニーブールは、幼少期から語学力で衆目を集めていた。彼は独学で近東の諸言語を身につけ、ティトゥス・リウィウスと取り組みつつ、古代ローマ史を研究しながら、文献学的批判的な歴史学の礎を築く一人となった。彼の推論はニッコロ・マキャヴェッリの『ティトゥス・リウィウスの最初の十巻についての論考』（「ローマ史論」とも呼ばれる）の史料批判に反対するものではなかったが、その成果は十分なものではなかった。マキャヴェッリの方がニーブールに対して分があるとする見方もある。過去の再構築が必要になった場合、ニーブールは彼が言うところの「予言」（Divination）にあまりにも頼りがちであるという指摘もある。

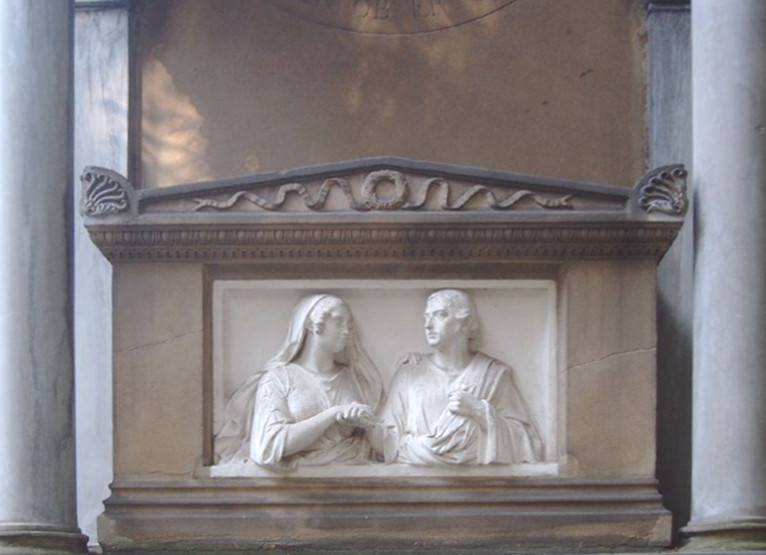
ボンの旧墓地にあるニーブール夫妻の墓碑

しかし、ニーブールがその方法論（あるいは方法論的な）分野で着手したものは、新しい古典文献学の誕生につながる前人未到の道を切り開いたとして評価される。ティトゥス・リウィウスやそのほかの著述家の文献批判について評価が困難な推論を引き出している一方で、多くの古典文献学者や古代史家がニーブールを典拠として引用している。カール・オトフリート・ミュラー、テオドール・モムゼン、ヤコブ・ブルクハルト、レオポルト・フォン・ランケ、ヨハン・グスタフ・ドロイゼンといった人物たちもニーブールの著作を典拠としていた。
歴史主義の発展はランケから始まったものであるとされるが、それはニーブールとの関係性なしに語りえない。哲学、文献学、法学、政治学といった分野から歴史学が独自の学問領域として台頭し、独立した学術領域として認められるに至るには、ニーブールの功績が大きかったとされる。

## 著作
- Römische Geschichte bis 241 v. Chr., 1811–1832

## 関連文献
- Karl Christ: Barthold Georg Niebuhr, in: Von Gibbon zu Rostovtzeff: Leben und Werk führender Althistoriker der Neuzeit, Darmstadt 1972, ISBN 3-534-06070-9, S.26–49.
- Gerrit Walther: Niebuhrs Forschung. (= Frankfurter historische Abhandlungen; Bd. 35). Steiner, Stuttgart 1993, ISBN 3-515-06369-2
- Florian Kiuntke, Christian Irsfeld: Barthold Georg Niebuhr. In: http://www.historicum.net/themen/klassiker-der-geschichtswissenschaft/19-jahrhundert/art/Niebuhr_Bartho/html/artikel/1979/ca/e5fc6887f7/  . Trier 2003.